# Понорницька волость
Понорницька волость — історична адміністративно-територіальна одиниця Кролевецького повіту Чернігівської губернії з центром у містечку Понорниця.
Станом на 1885 рік складалася з 13 поселень, 17 сільських громад. Населення — 9167 осіб (4607 чоловічої статі та 4562 — жіночої), 1656 дворових господарств.
|                     | Площа, десятин | У тому числі орної, дес. |
| ------------------- | -------------- | ------------------------ |
| Сільських громад    | 8321           | 6300                     |
| Приватної власності | 3666           | 1905                     |
| Казенної власності  | 3962           | —                        |
| Іншої власності     | 1007           | 378                      |
| Загалом             | 16356          | 8583                     |

Найбільші поселення волості на 1885 рік:
- Понорниця — колишнє державне й власницьке містечко при річці Багачка за 45 верст від повітового міста, 3312 осіб, 577 дворів, 2 православні церкви, єврейський молитовний будинок, школа, шинок, 4 постоялих будинки, 26 лавок, 4 вітряних млини, 2 крупорушки, базари по понеділкам й 4 ярмарки на рік. За 7 верст — Пустинно-Рихлівський чоловічий монастир із 4 православними церквами й 2 ярмарками на рік.
- Верба — колишнє державне село при річці Багачка, 1335 осіб, 264 двори, православна церква.
- Іваньків — колишнє державне село, 1312 осіб, 223 двори, православна церква, 2 постоялих двори.
- Криски — колишнє державне й власницьке село при річках Сейм й Мельня, 1066 осіб, 206 дворів, православна церква, постоялий будинок, крупорушка, винокурний завод.
- Розльоти — колишнє державне село при річці Десна, 1071 особа, 201 двір, православна церква, постоялий будинок, лавка.

1899 року у волості налічувалось 17 сільських громади, населення зросло до 12 818 осіб (6511 чоловічої статі та 6307 — жіночої).